# Appel comme d'abus en France
L'appel comme d'abus est, en France, un recours par lequel on remet en cause une décision abusive sortant de son domaine de compétence du domaine ecclésiastique.